# Eublemma reducta
Eublemma reducta är en fjärilsart som beskrevs av Butler 1894. Eublemma reducta ingår i släktet Eublemma och familjen nattflyn. Inga underarter finns listade i Catalogue of Life.